# Estadio Diego Armando Maradona (Argentina)
El Estadio Diego Armando Maradona es un recinto deportivo propiedad de la Asociación Atlética Argentinos Juniors, ubicado en la ciudad de Buenos Aires, Argentina. Se sitúa en la calle Gavilán 2151, en el barrio de Villa General Mitre.
Fue inaugurado el 27 de abril de 1940 en un partido entre Argentinos Juniors y Barracas Central, el cual terminó en victoria del local por 2 a 1. Recibió un nombre por primera vez en 2003, luego de su reinauguración, y este fue «Diego Armando Maradona» en honor al jugador histórico del club. Entre 2019 y 2022, por un convenio comercial con Autocrédito SA, fue denominado «Autocrédito Diego Armando Maradona». 
Con una capacidad para 22 063 espectadores, ha sido sede de recitales y partidos de Copa Argentina. 

## Antecedentes
En el año 1913, Argentinos Juniors tenía su estadio en el barrio de Villa Ortúzar, entre las calles Fraga y Estomba. Entre 1925 y 1937 contó con un estadio para 10 000 espectadores en un terreno que pertenecía al Ferrocarril del Pacífico en la intersección de la avenida San Martín y la calle Punta Arenas, ya en el barrio de La Paternal.
Argentinos Juniors fue desalojado por alquileres impagos y el Ferrocarril del Pacífico desmanteló el estadio y embargó sus estructuras de hierro y tablones.
En 1939 se alquiló el predio de Médanos (actual Juan Agustín García) y Boyacá (a 600 m de la cancha anterior), donde actualmente es local, y se llegó a un acuerdo con el Ferrocarril del Pacífico para rescatar el material embargado y comenzar la construcción de un estadio.
El estadio había dejado de utilizarse para partidos de primera división en 1981, cuando se esperaba financiar la remodelación con el dinero producto de la venta de Diego Maradona en principio a Boca -dinero que acabaría invirtiéndose en la contratación de refuerzos de jerarquía para el plantel profesional y en la construcción y mejora de las instalaciones del Polideportivo del club-. Sin embargo Boca Juniors no pagó lo que Argentinos Juniors quería y entonces Diego debe volver al club, que ahora si lo vende al Barcelona de España. Además, por orden del entonces director técnico Ángel Labruna, en 1983 el Bicho mudó su localía al cercano estadio de Ferro ante la necesidad de un campo de juego de mayores dimensiones con la idea de desarrollar una nueva idea futbolística, ya que antes de ser remodelado solo medía 96 metros de largo.
Siendo local en el Etcheverri, Argentinos Juniors pronto consiguió un éxito sin precedentes en su historia, corroborando los dichos del Feo Labruna, conquistando sus primeros tres títulos en los años 1984 y 1985, entre los cuales se lista la Copa Libertadores 1985.

## Historia

### Crisis, localía en distintas canchas, reconstrucción
El estadio de tablones fue demolido en 1996, iniciándose de inmediato las obras, en el mismo lugar, para su reemplazante más moderno, amplio y de cemento. Por entonces, el club atravesaba una profunda crisis económica e institucional, generada por la mala gestión de los recursos patrimoniales y las ventas indiscriminadas a cambio de poco dinero de algunos jugadores juveniles —en ocasiones, que ni siquiera habían debutado en primera división— que luego adquirirían prestigio internacional como Juan Román Riquelme o Esteban Cambiasso —aunque en este caso fue su familia quien decidió sacarlo del país y el club debió recurrir a la FIFA para obtener al menos algún dinero como compensación. La desorganización interna y la falta de recursos condujeron a dos descensos (1996 y 2002) y a que además de jugar de local en Ferro, Argentinos hiciera las veces de local en los estadios de Atlanta, Deportivo Español -donde consiguió el ascenso a Primera División en 1997-, Vélez o Huracán. La llegada de un grupo inversor en 1993 impuso un proyecto tan polémico como innovador que incluía la condición de mudar la localía al estadio Mundialista de la ciudad de Mendoza. Incluso, en la Supercopa Sudamericana 1995, Argentinos fue local en el estadio Orange Bowl, ubicado en Miami, Estados Unidos.
La construcción del nuevo estadio de cemento demoró casi ocho años, es obra del arquitecto Héctor Raúl Caracciolo, socio vitalicio de la institución, y con el inmenso trabajo de una excelente subcomisión de obras, recordada hasta estos días, tardó más de lo previsto, debido a las mencionadas dificultades económicas tanto del club como del país. Pero el objetivo era claro y se logró, recuperar la identidad, con mucho esfuerzo y dedicación de todos los socios, hinchas y dirigentes. Argentinos Juniors volvió a tener su casa, modesta, coqueta, pero muy moderna, con adelantos técnicos impresionantes para un campo de juego, ya que su excelente drenaje y el riego por aspersión computarizado lo hace uno de los más avanzados de Sudamérica.

### Reinauguración
A finales de 2003 las obras concluyeron, luego de varias detenciones exclusivamente por razones económicas, ya que el estadio fue construido por dinero genuino ingresado al club y no por empresas o donaciones, como quisieron indicar algunas versiones, reinaugurándose con una gran fiesta el 26 de diciembre de aquel año, con 30 000 personas en las tribunas, un partido entre los veteranos jugadores del equipo campeón de América en 1985 enfrentando al plantel que consiguió el ascenso en 1997, y otro encuentro entre la Selección de fútbol sub-20 de Argentina y un combinado de glorias del semillero del club de la talla del Cuchu Cambiasso, Juampi Sorín y el Bichi Borghi. Los mencionados equipos fueron dirigidos, respectivamente, por Roberto Saporiti, Chiche Sosa, José Pekerman y Hugo Tocalli, todos ellos exjugadores o entrenadores del club e identificados con el mismo.

### Retorno definitivo y años recientes
Seis meses después de recuperar el derecho de jugar de local en su propio estadio, Argentinos Juniors consiguió su regreso a la Primera división, tras imponerse en la promoción a Talleres de Córdoba. El retorno a la división de privilegio no fue fácil -debieron jugarse dos promociones para mantener la categoría-, pero contó con el aliciente de que el equipo se hizo muy fuerte jugando como local, obteniendo notables resultados, que llevaron a que se criticara a las dimensiones del terreno de juego que, al margen de ser reglamentarias(100m por 67m), son superiores a las de otros equipos tales como, Arsenal de Sarandí, Atlético de Rafaela u Olimpo de Bahía Blanca y prácticamente iguales que las de Banfield o Unión.
Pocos años después, el estadio fue escenario del retorno de Argentinos Juniors a la disputa de copas internacionales con la clasificación del equipo a la Copa Sudamericana 2008, en la que se alcanzaría el tercer puesto. En 2010, Argentinos se coronaría campeón por primera vez jugando todo el torneo como local en su propio estadio, tras la adjudicación del Clausura 2010. En este mismo escenario disputaría también las copas Sudamericana 2010, 2011 y 2012, y la Libertadores 2011 y 2021.

### Naming Rights
El 22 de agosto de 2018, el estadio se convirtió en el primero de Argentina en adquirir un patrocinador, cuyo patrocinador fue el sistema de planes de capitalización Autocrédito quién firmó contrato con la institución hasta diciembre de 2019, pasándose a llamar Estadio Autocrédito Diego Armando Maradona. El 1 de mayo de 2022 el club llegó a un acuerdo con el portal de empleos Búmeran para ser el nuevo patrocinador principal de la camiseta y del estadio renombrándolo como Estadio Búmeran Diego Armando Maradona cuya presentación oficial se realizó el día 3 de mayo.

## Infraestructura
El estadio, al año 2023, cuenta con una capacidad de 22.063 espectadores, ya que se han colocado muchos asientos para plateas, y está dividido en seis sectores: dos tribunas populares y cuatro plateas. Se distribuyen de la siguiente manera:
- Calle Boyacá:

- Popular «Sector García Miramón», puertas 1 y 2: 8.900 espectadores
- Platea «Francis Cornejo», puertas 3 y 4: 2.500 espectadores

- Calle Juan Agustín García:

- Popular CAMPEÓN DE AMÉRICA puertas 6 y 7: 3.500 espectadores

- Calle Gavilán:

- Platea «Bichi Borghi», puertas 9 y 13: 1023 espectadores
- Platea media, puertas 10 y 12: 2.500 espectadores
- Platea alta «Sergio Checho Batista», puertas 8 y 14: 3.000 espectadores
- Palcos 600 espectadores

No se cuenta con gradas sobre la calle San Blas. Su realización está incluida en el proyecto. La propuesta de construir, tuvo éxito en la Legislatura porteña, pero el proyecto comienza a hacerse realidad, ya que se comenzó a construir a comienzos de 2025, retirándose el monitor led de amplias medidas, que exhibe publicidades, la información relativa al encuentro y sus incidencias y un video de bienvenida al comienzo del partido, habiendo sido este el letrero electrónico más grande del fútbol argentino y contando con un moderno sistema de sonido digital surround.
Los muros perimetrales de los cuatro costados del estadio están cubiertos íntegramente por murales realizados tanto por instituciones del barrio, hinchas, grupos de jóvenes de la zona, escuelas y jardines de infantes cercanos, y refuerzan el vínculo identitario entre la institución, el barrio y sus vecinos, exhibiendo a las principales figuras de la institución, formaciones históricas u homenajeando al barrio y al club. Las tribunas populares ubicadas sobre las calles Boyacá y Juan Agustín García fueron pintadas con los colores del club por iniciativa de un grupo de socios jóvenes, que aportaron desinteresadamente su mano de obra. Este mismo grupo se encuentra en una campaña de elaboración de murales en homenaje a los mayores ídolos del club en las inmediaciones del estadio. El primero se realizó enfrente de la cancha, en la esquina de San Blas y Gavilán, homenajeando a Claudio Borghi. Uno de los más grande de esos murales, en honor a Diego Armando Maradona, está en el frente de un edificio de vivienda en la esquina de San Blas y Boyacá. Estos proyectos parten de la cooperación, la autogestión y la colaboración voluntaria de los socios.
Sobre la calle Boyacá se han realizado verdaderas obras de arte con imágenes históricas de Diego y bajo las gradas del estadio se armó un Santuario del famoso 10, con las ofrendas que los hinchas de todo el mundo traen, desde el lamentable deceso de Diego Armando Maradona, el mismo se puede recorrer diariamente y dejar lo que las personas deseen.

### Museo «El Templo del Fútbol»
Bajo las graderías ubicadas en la calle Gavilán, se ubica el Museo «El Templo del Fútbol», uno de los únicos tres museos dedicados a un equipo de balompié en el país, junto a los de Boca y River. A diferencia de los otros dos, este cuenta con la particularidad de haber sido construido y ambientado por sus propios hinchas y socios con recursos aportados por el club, sin la necesidad de recurrir a una empresa privada para su desarrollo. Si bien modesta, la sala se da el lujo de exhibir piezas tales como los cinco trofeos conquistados por el equipo de fútbol (incluida la Copa Libertadores), indumentarias desde 1910 hasta la actualidad, memorabilia aportada por distintos jugadores y un rincón especial dedicado al hijo dilecto de la casa, Diego Armando Maradona, donde se exhibe un breve documental que narra su notable paso por la institución.
El museo abre sus puertas los días martes, jueves y sábados y cuenta con entradas de precios muy accesibles, gratis en el caso de los menores de 12 años. Además, durante los partidos de local se llevan a cabo visitas guiadas orientadas mayormente al turismo extranjero, que incluyen la visita al museo, los vestuarios, la sala de prensa, el hall central y el campo de juego, además del acceso a la platea media para presenciar el encuentro.

### Escuela N.º 2
Acentuando el vínculo entre el club y la comunidad barrial, bajo la tribuna de la calle Boyacá, funciona desde el año 2007 la Escuela de Educación Media N.º 2 del Distrito Educativo 14 «Argentinos Juniors», perteneciente al Gobierno de la Ciudad de Buenos Aires, que ofrece la carrera de Bachillerato con orientación en Ciencias Sociales con focalización en Periodismo deportivo. Los jugadores de inferiores del club que residen en la pensión y están en edad escolar realizan sus estudios secundarios en la misma.

## El debut de Messi
Lionel Messi, figura de la selección nacional, jugó por primera vez un partido con la camiseta de la Selección Argentina sub-20 en este estadio. Fue el 29 de junio de 2004 en un partido frente a Paraguay, cuando la Pulga contaba con apenas 17 años de edad. Ingresó en el segundo tiempo y convirtió un gol en la abultada victoria 8-0 del conjunto albiceleste.

## Recitales
| País                   | Artista(s)     | Año  |
| ---------------------- | -------------- | ---- |
| Bandera de Argentina   | Billy Bond     | 1973 |
| Bandera de Puerto Rico | Daddy Yankee   | 2009 |
| Bandera de Argentina   | Los Gardelitos | 2022 |
| Bandera de Argentina   | Airbag         | 2022 |
| Bandera de Argentina   | Wos (2)        | 2022 |
| Bandera de Argentina   | Divididos      | 2024 |

## Información general
- Ubicación: Gavilán 2151. Ciudad Autónoma de Buenos Aires.
- Colectivos: 24 34 44 47 63 78 84 105 109 110 113 124 133 135 146 166
- Metrobús: Álvarez Jonte/Argentinos Juniors.
- Trenes: Ferrocarril General San Martín: Estación La Paternal, Ferrocarril General Urquiza: Estación Arata.